# 第三次鼠疫大流行

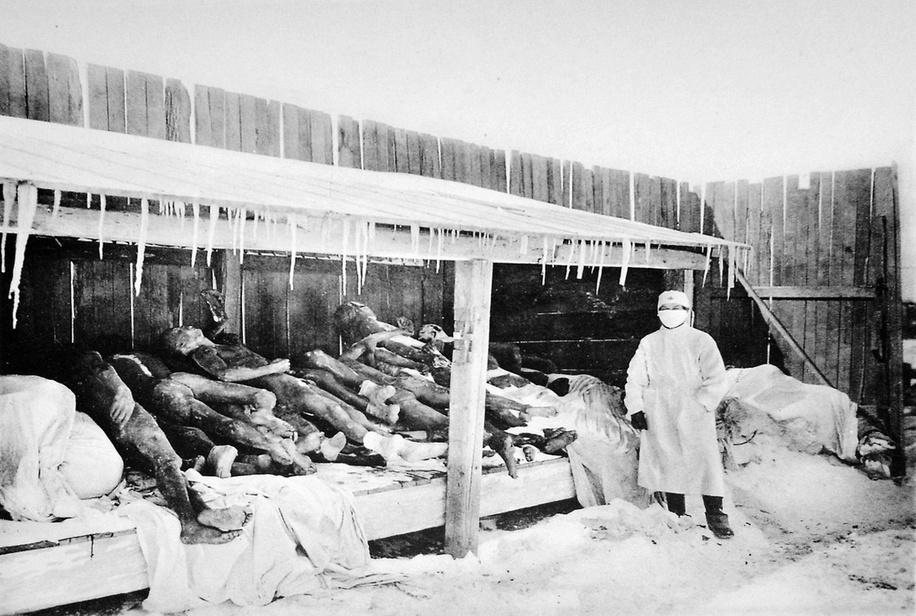
东北大鼠疫（1910-1911年）

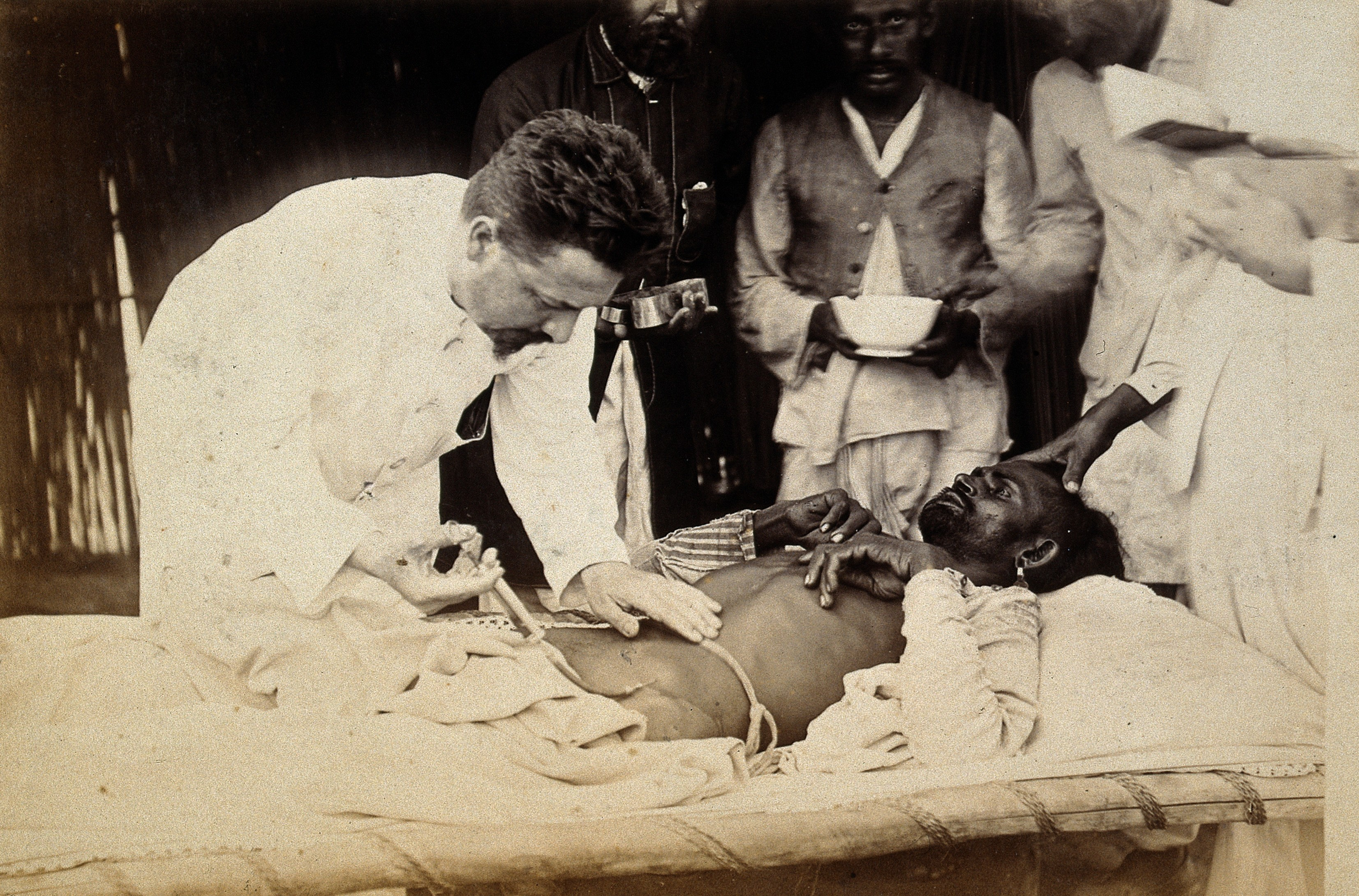
卡拉奇鼠疫疫情（1897年，英属印度）

第三次鼠疫大流行（英語：Third plague pandemic），是人类历史上鼠疫的第三次大流行，起始于1855年清朝咸丰年间的云南，直到20世纪中叶逐渐结束。此次鼠疫为腺鼠疫，于1890年代传播到香港、广州等地，此后逐渐传播到世界上至少60余个国家和地区，造成疫情大流行，导致全球约1200万至1500万人死亡，是人类历史上致死人数最多的流行病之一。 
此次鼠疫大流行中，印度于1898年-1908年间即有约600万人死亡，其它较为重大的疫情包括香港鼠疫、东北大鼠疫等。1894年，法国科学家亚历山大·耶尔辛在香港首次成功分离出鼠疫杆菌（后人称“耶尔辛氏菌”）；1897年，法国犹太裔微生物学家沃尔德玛·哈夫金发明了人类首剂鼠疫疫苗。

## 疫情历史

### 起源
人类历史上第一次鼠疫大流行（开端为查士丁尼瘟疫）、第二次鼠疫大流行（开端为黑死病）曾造成欧洲人口锐减。1855年，清朝云南地区爆发鼠疫、成为第三次鼠疫大流行的源头，而此前从1772年起，该地区已出现多次小规模疫情。

### 中国大陆及香港疫情
1856年-1873年间，云南回变，但被清军镇压，与此同时鼠疫开始流行。1882年，鼠疫传播到广西北海，由前往云南地区平叛的清军带回。
1894年，鼠疫传播到了广州和香港等地，导致大流行、造成了香港鼠疫。1894年3月至6月之间，据不完全统计，广州有约4万人死亡。1894年5月，香港成为疫区，而据英屬香港政府、《香港历史图说》等记载，香港地区（香港島、九龍）死亡至少2500余人。
此后，从19世纪末到中华人民共和国成立，中国大陆先后发生过六次较大的鼠疫疫情，波及20多个省（区），发病人数约115万、死亡约100万人。其中较为重大的疫情包括东北大鼠疫、山西鼠疫、察北鼠疫等，在东三省一度出现“全村绝户，重病必死”的情况。清政府曾成立“京师防疫事务局”以应对东三省的鼠疫蔓延，并在山海关设立了检验所。

### 其它地区疫情
此后疫情蔓延到了世界其它地区，鼠疫通过蒸汽商船由海上传播到日本、新加坡、台湾以及印度等地，此后又传播到里约热内卢、夏威夷、旧金山、悉尼、开普敦等地。全球至少五大洲、60多个国家和地区都爆发了鼠疫疫情，其中印度于1898年-1908年间即有约600万人因此死亡，其它发生疫情的地区包括：
- 葡萄牙波尔图，1899年起[18]；
- 夏威夷，1899年起[19][20]；
- 澳大利亚，1900年1月起[21]；
- 美国旧金山，1900年3月起[22]；
- 英国格拉斯哥，1900年8月起[23]；
- 泰国曼谷，1904年起[24]。

## 死亡人数
据各方估计，此次疫情在全球范围内共造成1200万-1500万人死亡，大多数集中在印度、中国以及印度尼西亚的人口密集地区，是历史上致死人数最多的流行病之一。此次疫情直到二十世纪中叶（1959年左右）才结束， 依据世界卫生组织，此后世界范围内每年因鼠疫死亡人数最低降至约200人。

## 科学研究

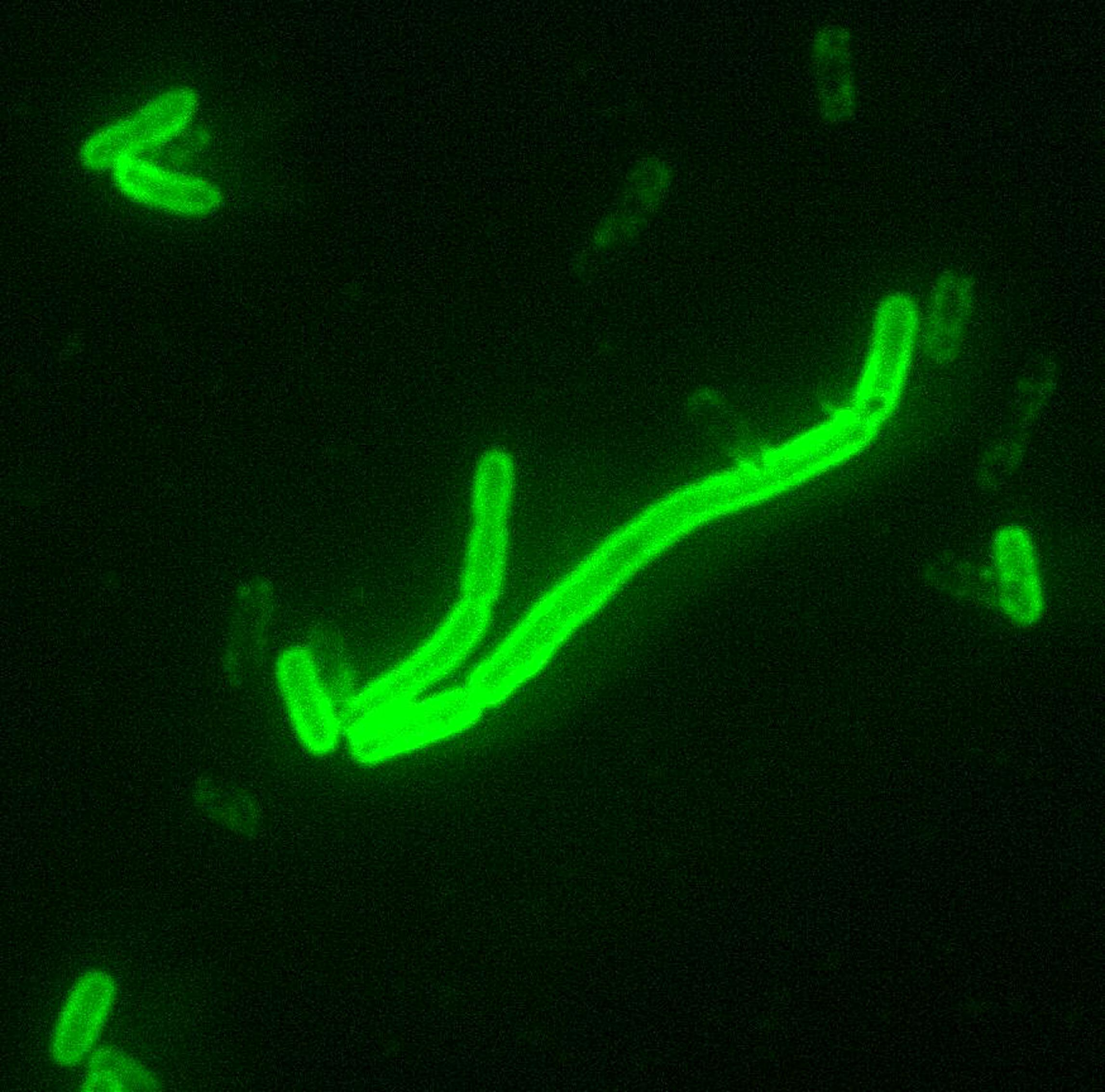
鼠疫杆菌（放大200倍）

1894年，法国科学家亚历山大·耶尔辛前往香港调查当地鼠疫疫情，并首次成功分离出鼠疫杆菌（后人因此称鼠疫杆菌为“耶尔辛氏菌”）。他的发现及时促成了现代的鼠疫预防和治疗手段，譬如杀虫剂、抗生素以及鼠疫疫苗等。 
1897年，法国犹太裔微生物学家沃尔德玛·哈夫金在印度孟买省发明了首剂鼠疫疫苗，随即在当地开始了大规模接种。
1898年，法国研究人员保尔–路易·西蒙德展示了跳蚤是如何作为鼠疫传播的载体。鼠疫常由携带鼠疫杆菌的跳蚤叮咬引起，而跳蚤来自于被感染的宿主（常为黑鼠）。
1910年，东北大鼠疫期间，知名医学家伍连德在防疫过程中扮演了重要角色，发现了旱獭在传播鼠疫中的作用，确认了肺鼠疫由“呼吸”和“飞沫”传播，并采取了多种防治措施在数月之内控制住了疫情。1911年4月，清政府曾在沈阳举办“万国鼠疫研究会”，有11国参与、由伍连德主持，此后还在哈尔滨建立了“鼠疫研究所”、伍连德任所长。